# Aranitas
Aranitas is een plaats in de gemeente (bashkia) Mallakastër in de prefectuur Fier in Albanië. Sinds de gemeentelijke herindeling van 2015 is Aranitas niet langer een zelfstandige gemeente, maar een bestuurseenheid zonder verdere bestuurlijke bevoegdheden. De plaats telde bij de census van 2011 2714 inwoners.